# Огавара
Огавара (яп. 大河原町 О:гавара-мати) — посёлок в Японии, находящийся в уезде Сибата префектуры Мияги. Площадь посёлка составляет 25,01 км², население — 23 817 человек (31 июля 2014), плотность населения — 952,30 чел./км².

## Географическое положение
Посёлок расположен на острове Хонсю в префектуре Мияги региона Тохоку. С ним граничат города Какуда, Сироиси и посёлки Сибата, Мурата, Дзао.

## Население
Население посёлка составляет 23 817 человек (31 июля 2014), а плотность — 952,30 чел./км². Изменение численности населения с 1980 по 2005 годы:
| 1980 | 19 332 чел. |  |
| 1985 | 20 305 чел. |  |
| 1990 | 20 901 чел. |  |
| 1995 | 21 995 чел. |  |
| 2000 | 22 767 чел. |  |
| 2005 | 23 335 чел. |  |

## Символика
Деревом посёлка считается слива японская, цветком — цветок сакуры, птицей — лебедь.